# Рогожа (Ленінградська область)
Рогожа (рос. Рогожа) — присілок у Волховському районі Ленінградської області Російської Федерації.
Населення становить 139 осіб. Належить до муніципального утворення Сясьстройське міське поселення.

## Історія
Згідно із законом № 56-оз від 6 вересня 2004 року належить до муніципального утворення Сясьстройське міське поселення.

## Населення
| 1862 | 1885 | 1997 | 2007 | 2010 | 2017 |
| ---- | ---- | ---- | ---- | ---- | ---- |
| 7    | ↗9   | ↗95  | ↗98  | ↗114 | ↗139 |